# Alfred Zamara
Alfred Zamara, né à Vienne le 28 avril 1863 et y étant mort le 11 août 1940 est un compositeur et harpiste autrichien.

## Biographie
Alfred Zamara est le fils d'Antonio Zamara († 1901). Comme son père, il devient professeur de harpe au Conservatoire de Vienne. Il occupe le poste de harpiste solo à l'Opéra d'État de Vienne. Sa sœur, Thérèse, et lui sont tous deux harpistes et élèves de leur père. Alfred Zamara écrit beaucoup de pièces de salon, fait des transcriptions pour la harpe, et publie Sept études de François-Joseph Naderman. Parmi ses élèves on compte, par exemple Joseph E. Schuëcker (1886-1938). Antonio Zamara a été l'enseignant du père et de l'oncle de Joseph Schuëcker, Edmund Schuëcker (1860-1911), de 1871 à 1877 et Heinrich Schuëcker (1867-1913), de 1878 à 1884. Zamaras est issu d'une famille viennoise de harpistes actifs dans la vie musicale de la Croatie du XIXe siècle. Son père, Antonio Zamara, était né en Italie, mais la famille s'est installée en Autriche. Sa sœur, Thérèse, était membre de l'Opéra de Budapest et plus tard a enseigné la harpe au Conservatoire de Vienne.
Il a notamment collaboré avec Victor Léon (librettiste de La Veuve joyeuse) pour écrire l'opéra Der Doppelgänger, créé au Theater am Gärtnerplatz de Munich en septembre 1886.

## Œuvres principales
- Die Königin von Aragón, 1883.
- Der Doppelgänger, (Munich, 1886).
- Der Sänger von Palermo, (Vienne, 1888).
- Der Herr Abé, (Vienne, 1889).
- Der Bleiche Gast, (Hambourg, 1890).
- Die Welfenbraut, (Hambourg, 1894).
- Die Debutanten, (Munich, 1901).
- Der Frauenfäger, (Vienne, 1908).

## Source de traduction
- (en) Cet article est partiellement ou en totalité issu de l’article de Wikipédia en anglais intitulé « Alfred Zamara » (voir la liste des auteurs).

1. ↑  (en) Alice Lawson Aber-Count, « Antonio Zamara »
2. ↑  (en) « Schuëcker  (eig. Schuöcker), Familie » (consulté le 4 juillet 2008)